# Röntgen

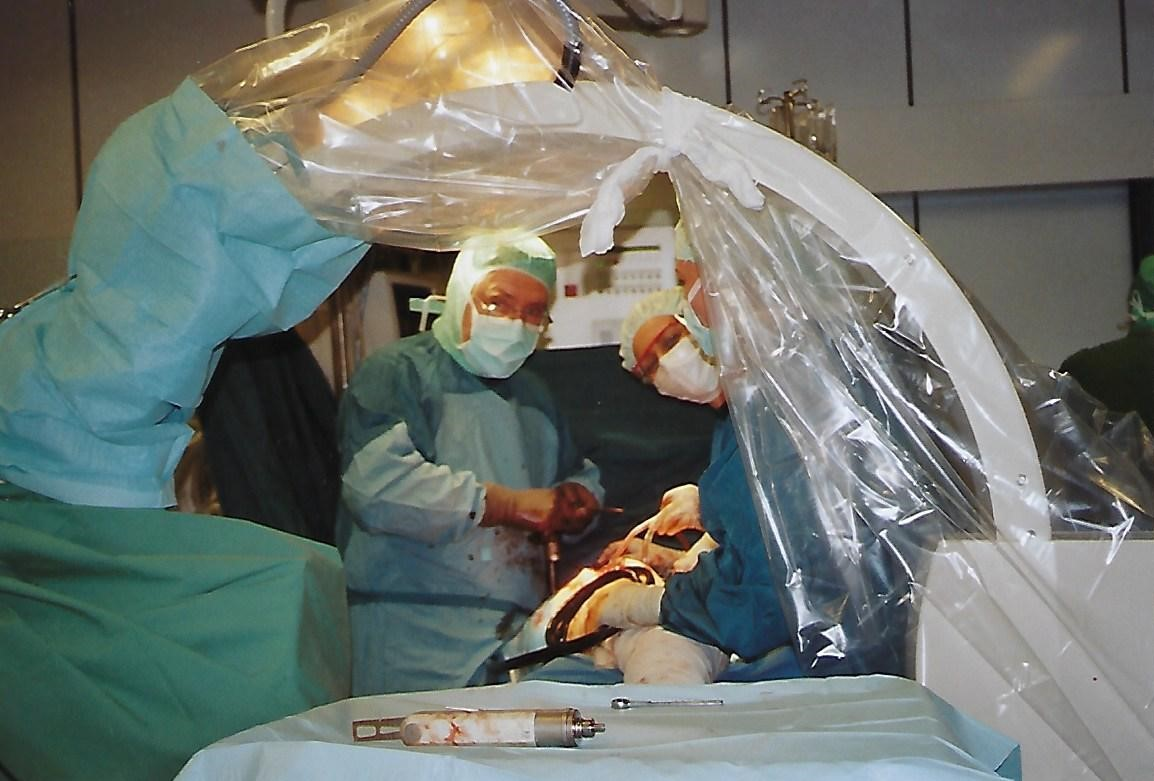
Steril abgedeckter Bildwandler bei einer Knochenoperation

Röntgen (benannt nach dem Physiker Wilhelm Conrad Röntgen), genannt auch Röntgenuntersuchung, ist ein weit verbreitetes bildgebendes Verfahren, bei dem ein Körper unter Verwendung eines Röntgenstrahlers durchstrahlt wird. Die Durchdringung des Körpers mit Röntgenstrahlen wird in Bildern dargestellt, die als Röntgenbilder, Röntgenaufnahmen oder Radiographien (auch Radiografien; von lateinisch radius „Strahl“ und -graphie) bezeichnet werden. Gesamthaft werden die technischen Geräte zur Bildgebung als Röntgenapparat oder Röntgengerät bezeichnet.
Die Bilder werden etwa auf einem fluoreszierenden Schirm sichtbar. Bei der Durchleuchtung mit einer Röntgenkamera wird ein Röntgenbildverstärker benötigt. Auch geeignetes Filmmaterial kann verwendet werden (Radiographie mit Röntgenfilm). Stand der Technik ist jedoch digitales Röntgen (digitale Radiographie). Hier kommen Phosphorplatten (Röntgenspeicherfolie) oder elektronische Sensoren zum Einsatz, zum Beispiel CCD-Sensoren. (Für die medizinischen Verfahren siehe Radiologie#Radiographie.) Die Anwendung von Röntgenstrahlen dient regelmäßig der Röntgendiagnostik, kann aber auch nur auxiliär ohne eigenen diagnostischen Zweck eingesetzt werden.

## Geschichte
Am 8. November 1895 entdeckte Wilhelm Conrad Röntgen in Würzburg die unsichtbaren Strahlen. Er experimentierte mit einer fast luftleeren Kathodenstrahlröhre aus Glas. Er deckte sie mit Pappe ab, aber die Strahlen konnten sie durchdringen und zeigten ein zufällig auf dem Tisch liegendes Objekt auf dem Fluoreszenzschirm. Nachdem er im Anschluss an sechswöchige Laborarbeiten am 22. Dezember die linke Hand seiner Ehefrau, Bertha Röntgen, eine halbe Stunde lange bestrahlt und damit die erste Röntgenaufnahme am Menschen durchgeführt hatte, übergab er am 28. Dezember seine erste schriftliche Mitteilung Über eine neue Art von Strahlen der Physikalisch-Medizinischen Gesellschaft zu Würzburg und am 23. Januar 1896 kam es zur ersten öffentlichen Demonstration seiner Entdeckung. Er verzichtete auf eine Patentierung, damit die Röntgenapparate schneller eingesetzt werden konnten. Für seine ab 1896/1897 weltweit genutzte Entdeckung erhielt Röntgen 1901 den ersten Nobelpreis für Physik.
Ausgehend von Röntgens Entdeckung entwickelte Carl Heinrich Florenz Müller gemeinsam mit Ärzten die erste wassergekühlte Anode.

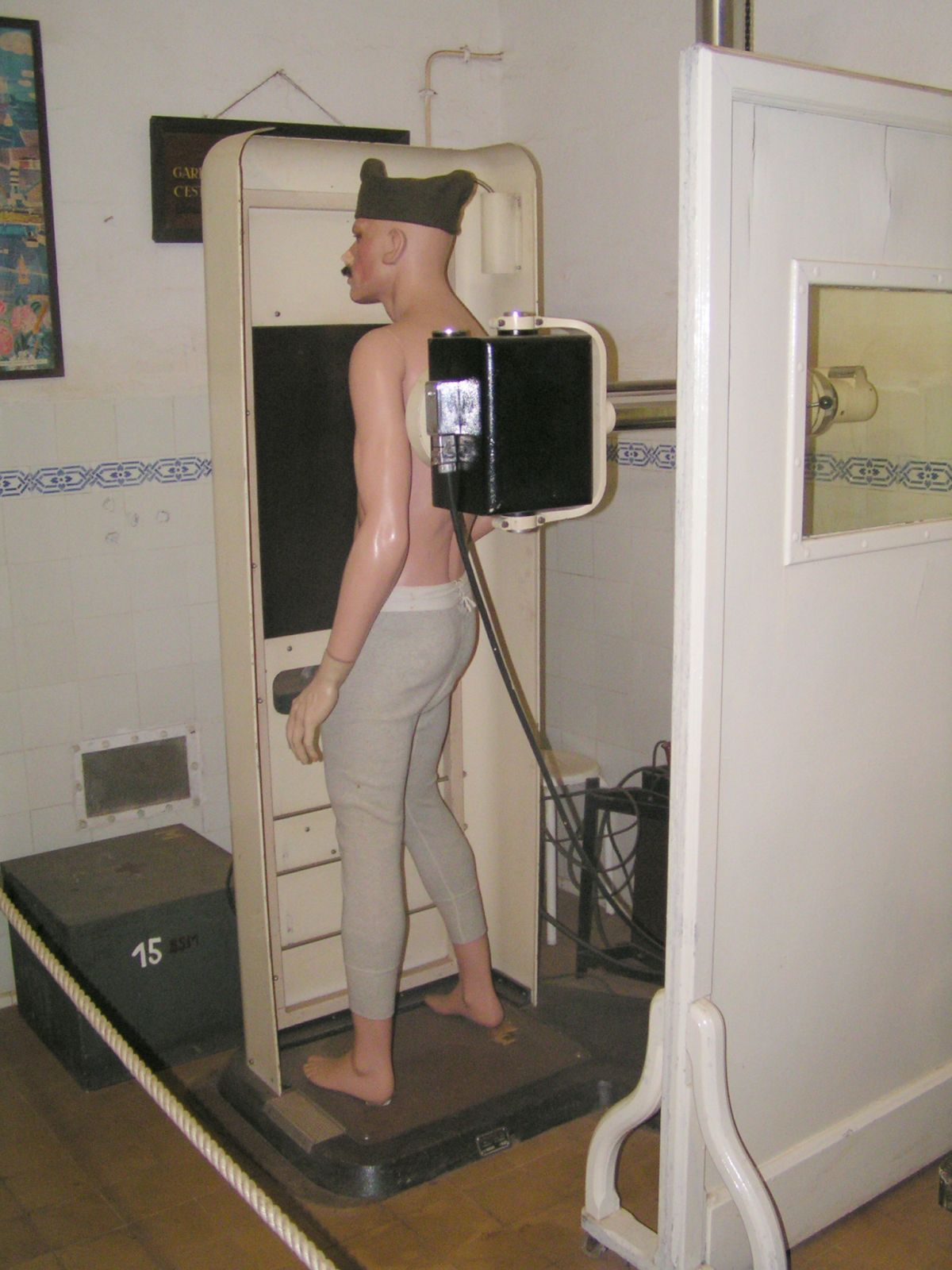
Historisches Röntgengerät zum „Durchleuchten“ der Lunge

Im Deutschen Röntgen-Museum in Röntgens Geburtsort Remscheid-Lennep sind zahlreiche historische Röntgenapparate ausgestellt.
Das von Hermann Gocht verfasste erste Lehrbuch der Röntgenuntersuchungen erschien 1898. Nachdem bereits der Physiologe John C. Hemmeter 1895 den Magen mit Röntgenstrahlen sichtbar gemacht hatte, begründete 1904 Hermann Rieder die Röntgenuntersuchung des Magens und Darms mit der „Kontrastmahlzeit“. Im Jahr 1918 begründete Åke Olof Åkerlund die Röntgendiagnostik des Zwölffingerdarms.

## Anwendung in der Medizin

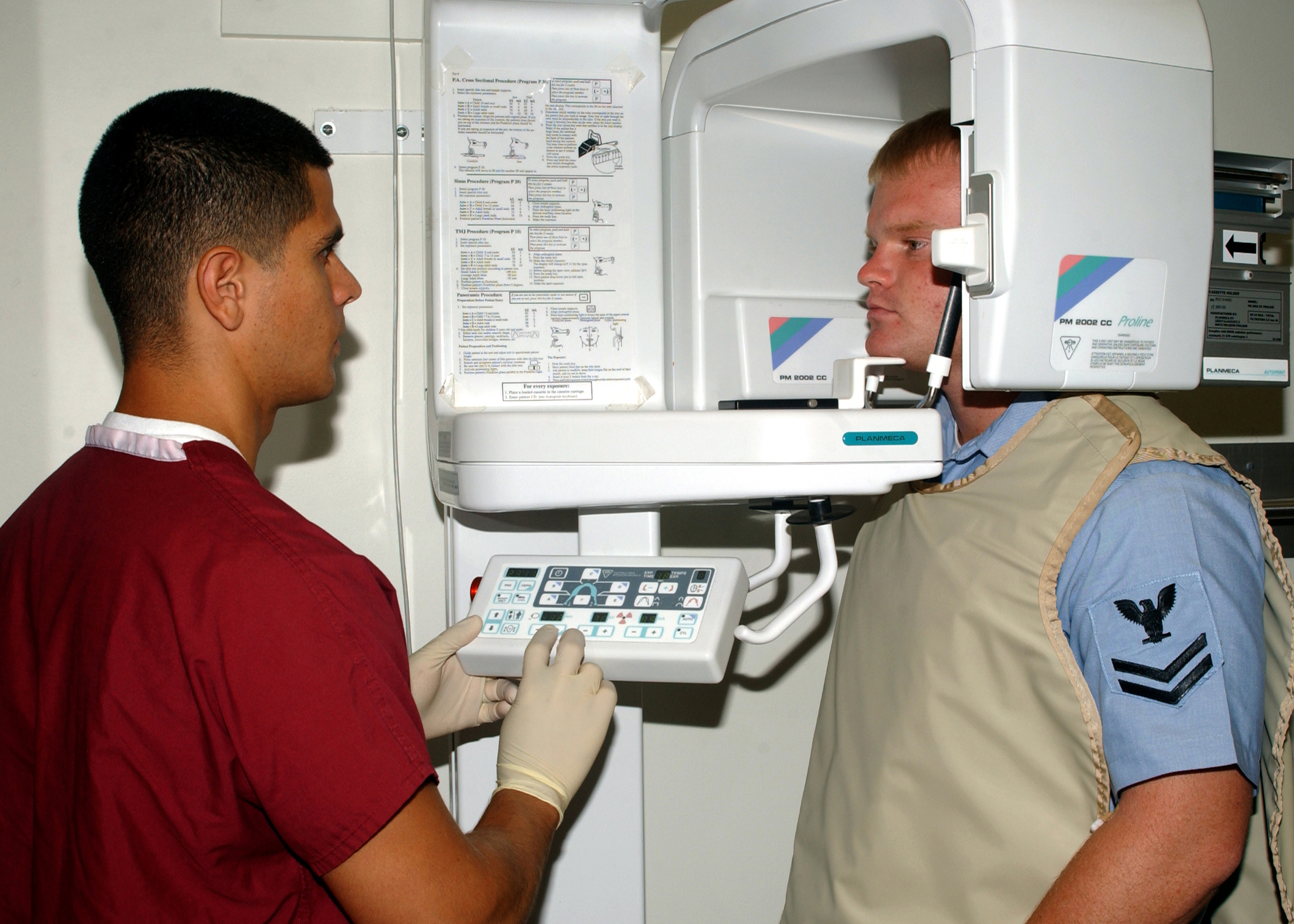
Panorama-Röntgenanlage für Bilder vom Kiefer

Röntgenbild eines Thorax mit Bronchialkarzinom

### Prinzip
In der Medizin dient das Röntgen zur Feststellung von Anomalien im Körper, die im Zusammenhang mit Symptomen, Zeichen und eventuell anderen Untersuchungen eine Diagnose ermöglichen (Röntgendiagnostik). Die unterschiedlich dichten Gewebe des menschlichen (oder tierischen) Körpers absorbieren die Röntgenstrahlen unterschiedlich stark, so dass man eine Abbildung des Körperinneren erreicht (Verschattung, Aufhellung und andere Röntgenzeichen). Das Verfahren wird zum Beispiel häufig bei Verdacht auf einen Knochenbruch angewendet: Zeigt das Röntgenbild eine Unterbrechung der Kontinuität des Knochens, ist der Verdacht bestätigt.
Das herkömmliche Röntgenbild zeigt eine Abbildung des dreidimensionalen Objektes (z. B. eines Sprunggelenkes – ugs: Knöchel) auf einer zweidimensionalen Fläche. Daher werden viele Objekte – wie Extremitäten mit fraglich gebrochenen Knochen – aus zwei Richtungen (im Fachjargon: „in 2 Ebenen“) geröntgt. Was aus einer Perspektive (oder Betrachtungsrichtung) noch nicht auffällt, tut dies eventuell aus der anderen. Oder wenn zwei Knochenteile eines Bruches in einer Richtung hintereinander liegen, lässt sich eine Verschiebung der Knochenbruchenden (im Fachjargon: „Dislokation oder Luxation“) erst auf einer zweiten Aufnahme aus einer anderen Richtung darstellen.
Hierzu stehen zu nahezu allen darstellbaren Körperteilen Standardaufnahmetechniken zur Verfügung, um es dem Betrachter nicht jedes Mal abzuverlangen, sich in die Darstellung „einzudenken“.
Ordnet der Arzt Röntgenaufnahmen eines Sprunggelenkes in zwei Ebenen an, kann er davon ausgehen, dass er eine seitliche (im Fachjargon: „transversale“) Aufnahme mit Darstellung der Gelenkflächen von Schienbein und Sprungbein (und ein paar anderen), sowie eine Aufnahme von vorne nach hinten (im Fachjargon: a.p. = anterior – posterior) mit gut beurteilbaren Innen- und Außenknöcheln erhält.
Sollte es damit noch nicht klar sein, wird vielleicht eine Schichtaufnahme angeordnet, um statt der einfachen „Übersichtsaufnahmen“ Schnittbilder zu erhalten.
Schichtweise Röntgenaufnahmen werden als Tomographie bezeichnet. Von den „konventionellen Schichtaufnahmen“ (Röntgentomographie) unterscheidet sich die modernere Röntgen-Computertomographie (CT). Bei dieser berechnet ein Computer die Schnittbilder aus den elektronischen Daten, die bei Röntgenaufnahmen aus verschiedenen Richtungen erzeugt werden. CT-Aufnahmen haben eine wesentlich höhere Bildqualität.
Häufig werden dem Patienten bei oder vor der Röntgenuntersuchung Kontrastmittel verabreicht. Manche Strukturen, die sich normalerweise nicht abgrenzen lassen, können so hervorgehoben werden. Zum Teil lässt sich mit einem Kontrastmittel auch die Funktion eines Organsystems darstellen, so etwa in der Urografie. Je nach Fragestellung bieten sich verschiedene Substanzen und Darreichungsformen an.
Um die räumliche Lage insbesondere gebrochener Knochen oder ausgerenkter Gelenke gut erkennen zu können, werden von einer Stelle im Körper zumeist zwei bis drei Bilder aus unterschiedlicher Projektionsrichtung angefertigt.
Neben Standbildern können – zumindest seit 2007 – etwa bei Einrenkungen und Zurechtrückung von Knochenteilen Röntgen-Videos gefilmt und live am Bildschirm angezeigt werden, um das Öffnen des Körpers per Skalpellschnitt zu vermeiden und dennoch ein aufschlussreiches Bild von der sich verändernden Lage der Knochen zu erhalten. Die im bestrahlten Operationsfeld agierenden Hände der Unfallchirurgen werden dabei möglichst mit Blei-Gummi-Handschuhen geschützt.

### Weiche und harte Strahlung
Für unterschiedliche Bereiche des Körpers werden unterschiedliche „Strahlenqualitäten“ benötigt, um unterschiedlich dichte Gewebe, wie z. B. Fettgewebe oder Knochen zu durchdringen. In der Röntgendiagnostik spricht man von weicher und harter Strahlung. Ausschlaggebend ist die Spannung in Kilovolt (kV), die der Röntgenröhre zugeführt wird. Je nach dem abzubildenden Körperbereich bzw. der gewünschten Bildaussage wird die Röhrenspannung zwischen etwa 25 und 35 kV bei der Mammografie und etwa 38 und 120 kV bei den übrigen Körperregionen gewählt.
Mit höheren Spannungen werden höhere Strahlungsfrequenzen im elektromagnetischen Spektrum erreicht.
Je weicher die Strahlung (niedrige kV-Werte) ist, desto größer ist der Anteil der vom Gewebe absorbierten Strahlung. Dadurch werden auch feinste Gewebeunterschiede auf dem Röntgenfilm sichtbar gemacht. Dies ist der Fall bei der Mammografie (Röntgenuntersuchung des Brustgewebes), jedoch ist die Strahlenbelastung des durchstrahlten Gewebes dadurch relativ hoch. Harte Strahlung (über 100 kV) durchdringt Gewebe und Materialien (Gips und sogar Bleischürzen von geringerer Dicke) wesentlich leichter. Kontrastunterschiede werden stark abgemildert, wie z. B. bei Lungenaufnahmen (120 kV), bei denen sonst im Bereich der Rippen keine Beurteilung der Lungenstruktur möglich wäre.

### Gefahren
Nicht nur Röntgenstrahlung führt zu Strahlenbelastung. Jedes Jahr sind wir einer natürlichen Strahlenbelastung von ~2,4 mSv/a ausgesetzt, die sich zusammensetzt aus kosmischer Strahlung 0,3 mSv/a, Erdstrahlung 0,5 mSv/a, natürlicher Radoninhalation 1,3 mSv/a und Aufnahme natürlicher radioaktiver Stoffe 0,3 mSv/a.
Hinzu kommen ~1,53 mSv/a zivilisatorische Strahlenbelastung, davon aus kerntechnischen Anlagen <0,01 mSv/a, weiter durch Anwendung radioaktiver Stoffe und ionisierender Strahlung in Forschung, Technik und Haushalt <0,01 mSv/a, weiter verursacht der Fall-out von Kernwaffenversuchen <0,01 mSv/a und schließlich bedingen Anwendung radioaktiver Stoffe und ionisierender Strahlung in der Medizin den Großteil von 1,5 mSv/a. Die Strahlenbelastung in der Medizin hat somit einen nicht unerheblichen Anteil an der gesamten Strahlenbelastung der Bevölkerung, der weitaus größte Anteil entfällt hierbei jedoch auf wenige, schwerkranke Patienten.
Die durchschnittliche Strahlenbelastung durch das Reaktorunglück in Tschernobyl (26. April 1986) lag 1990 in Deutschland bei 0,025 mSv. Eine 10-stündige Flugreise entspricht 0,1 mSv. Die kosmische Strahlenbelastung in 2000 m Höhe gegenüber Meereshöhe ist 0,6 mSv höher. Der regionale Unterschied der natürlichen Strahlung innerhalb von Häusern in Deutschland beträgt 0,6 mSv.
Die oben aufgeführten Beispiele sollen als Vergleichsmaßstab für die folgende Auflistung von Röntgenuntersuchungen dienen. Eine einmalige Röntgenuntersuchung der folgenden Untersuchungsart führt zu einer zusätzlichen effektiven Dosis:
| Röntgenuntersuchung | zusätzliche effektive Dosis |
| ------------------- | --------------------------- |
| Zähne/Kiefer        | 0,02 mSv                    |
| Schädel             | 0,2 mSv                     |
| Rippen              | 0,3 mSv                     |
| Thorax (Lunge)      | 0,02 mSv                    |
| Bauchraum           | 0,3 mSv                     |
| Halswirbelsäule     | 0,2 mSv                     |
| Brustwirbelsäule    | 0,5 mSv                     |
| Lendenwirbelsäule   | 0,4 mSv                     |
| Becken              | 0,1 mSv                     |

In der Regel dauert es Jahre, bis eine strahleninduzierte Krebserkrankung auftritt, beispielsweise infolge einer Strahlenkrankheit. Für die Leukämie (Blutkrebs) geht man, in diesem Dosisbereich, von 15 Jahren, für andere Krebsformen von 40 Jahren aus.
Da die angewendeten Strahlendosen in der Röntgendiagnostik potenziell schädlich für den Patienten und den Anwender sind, wird in der Radiologie besonderer Wert auf den Strahlenschutz gelegt. In Deutschland wird Patienten im Falle einer Röntgenuntersuchung vom untersuchenden Arzt angeboten, Informationen wie Datum und bestrahlte Körperregion in einen Röntgenpass eintragen bzw. sich einen solchen Pass ausstellen zu lassen. Die Sicherheit des Operateurs wird dadurch gewährleistet, dass dieser in einem Nachbarraum eine Taste betätigen muss, ohne die der Röntgenapparat nicht arbeitet. Durch ständiges Gedrückthalten des Auslöseknopfes unter gleichzeitiger Beobachtung des Patienten wird verhindert, dass das Röntgen unkontrolliert ausgelöst oder bei Ohnmacht des Operateurs ungewollt fortgesetzt wird.
Jedes Jahr werden weltweit mehrere Milliarden Bilder mithilfe von Strahlentechnik angefertigt – ungefähr ein Drittel dieser Aufnahmen bei Patienten mit akutem Herzinfarkt. Zwischen den Jahren 1980 und 2006 ist die jährliche Dosis um schätzungsweise 700 % angestiegen.
Deutschland nimmt beim Röntgen einen Spitzenplatz ein: etwa 1,3 Röntgenaufnahmen und 2 mSv pro Einwohner und Jahr. Auf diese Strahlenbelastung lassen sich theoretisch 1,5 % der jährlichen Krebsfälle zurückführen. Ärzte unterschätzen nach Meinung des Kinderradiologen Christoph M. Heyer die Strahlenbelastung bei der Computertomographie: Diese machten im Jahr 2003 gut 6 % aller Röntgenuntersuchungen aus, waren aber für mehr als 50 % der medizinischen Strahlenexposition verantwortlich.
Beispiel: Bei der Koronaruntersuchung mittels Computertomographie (CT) erkaufen sich Patienten die erhöhte Sensitivität mit einem gesteigerten Krebsrisiko. So errechneten amerikanische Wissenschaftler, dass bei Zwanzigjährigen eine von 143 mittels Koronar-CT untersuchten Frauen im Laufe ihres Lebens infolge dieser Angiographie-Strahlung an Krebs erkrankt, aber nur einer von 686 gleich alten Männern. Die CT-Angiographie der Koronarien scheint vor allem bei Frauen und jungen Menschen das Krebsrisiko nicht unerheblich zu erhöhen. Kommt ein Patient mit akutem Myokardinfarkt in die Klinik, wird ihm oft eine Strahlendosis von insgesamt 14,5 mSv verabreicht, was etwa 73 Thorax-Röntgen-Bildern entspricht. Die Dosis, die ein Infarktpatient durch diese Katheteruntersuchung erhält, entspricht 3/4 der gesetzlich festgelegten Jahresdosis für Arbeiter in deutschen Kernkraftwerken (20 mSv/a).
In einer groß angelegten Studie hatten sie die Daten von 64.074 Patienten analysiert, die zwischen 2006 und 2009 in Lehrkrankenhäusern der USA wegen eines akuten Herzinfarktes behandelt worden waren. Insgesamt wurden in diesem Zeitraum 276.651 Untersuchungen mit ionisierenden Strahlen an diesem Kollektiv durchgeführt. 83 % der Herzinfarktpatienten erhielten Röntgenaufnahmen des Thorax, 77 % Katheteruntersuchungen. Zwar sollten laut Meinung des Referenten notwendige Untersuchungen, die ionisierende Strahlen beinhalten, nicht unterbleiben – man sollte aber sicher sein, dass diese angemessen sind.
Untersuchungen von US-amerikanischen Forschern ergaben, dass das Risiko für gutartige Hirntumoren sich durch häufiges Röntgen der Zähne verdreifacht, bei Kindern unter zehn Jahren sogar verfünffacht.
Unter welchen Voraussetzungen ein Arzt für Hautschäden wegen einer röntgenärztlichen Untersuchung haftet, ist Gegenstand einer Entscheidung des Oberlandesgerichts Jena.

### Kontrast und Kontrastmittel
Die Absorption von Röntgenstrahlung ist abhängig von ihrem Energieniveau (erzielt über unterschiedlich hohe Beschleunigungsspannung) und steigt mit der Elektronendichte des Objekts, hängt also im Wesentlichen von dessen Dicke und seiner Atomdichte (Atome/Volumen) sowie der Ordnungszahl (Kernladungszahl) Z der Atome des Materials ab. Hohle Organe (Atemwege, Lunge, Magen, Darm, Blase) oder Körperhöhlen (Bauchraum) können durch ihren Gehalt an Luft (Gas), eventuell aufgeblasen (mit Luft, Lachgas, Helium) durch wenig Absorption im Gas dargestellt werden.
Andererseits werden Knochen durch das vergleichsweise „schwere“ Calcium-Atom (Z=20) als Schatten abgebildet, wenn rundum im Wesentlichen Wasser und Kohlenwasserstoffe mit Sauerstoff als schwerstem Atom (Z=8) vorliegt. Schon Zahn- und Gelenksprothesen aus Titan (Z=22) heben sich durch ein Mehr an Absorption vom Knochen ab. Solche auf Basis von Stahl (Eisen: Z=26) noch stärker, ebenso die Rechts-/Links-Markierungsringe aus NiRo-Stahl oder Messing.
Historisch als frühes oder erstes Kontrastmittel wurde Thorium (Z=90) (Thorotrast) in der Angiographie eingesetzt, wegen seiner Radioaktivität um 1955 jedoch verboten. Bariumsulfat BaSO4 (Ba: 56) in wässriger Aufschlämmung dient zum Abbilden des Magen-Darm-Trakts samt dem Tempo der Passage. Organische Iodverbindungen (I: 53) zur Angiographie (intravenös oder intraarteriell) früh schon Per-Abrodil = Diethanolamin-3,5-diiodpyridon-4-essigsäure mit akuten Nebenwirkungen, später verträglich aromatische Iodderivate.

### Analoges und digitales Röntgen
Mittlerweile gilt digitales Röntgen als Standard in der Bildgebenden Diagnostik. Digitales Röntgen hat dabei große Vorteile gegenüber dem herkömmlichen analogen Verfahren. Als wichtigster Punkt gilt die Reduzierung der Strahlenbelastung.
Vorteile des digitalen Röntgens gegenüber dem analogen Röntgen:
- Reduktion der Strahlenbelastung
- Die Bilder sind nicht über- oder unterbelichtet
- Aufnahmen sofort verfügbar
- Nachbearbeitung am Computer
- Weder Dunkelkammer noch Entwicklungsgerät mit Verbrauchsmaterialien benötigt
- Reduktion der Umweltbelastung[18]

Die Speicherung der digitalen Röntgen-Bilder ist standardisiert. Dies ermöglicht es Ärzten, die Dateien weiterzuleiten.

## Serielles Röntgen
Serielles Röntgen, auch serielle Radiographie genannt, ist ein medizinisches Verfahren, bei dem eine Serie von Röntgenaufnahmen (auch bekannt als Röntgenbilder oder Radiographien) erstellt wird, um die Bewegung oder Entwicklung einer anatomischen Struktur im Laufe der Zeit zu beobachten.
Lewis Gregory Cole war ein Pionier der Technik, die er „serielle Radiographie“ (serial radiography) nannte. Im Jahr 1918 wurden Röntgenstrahlen in Verbindung mit Filmkameras verwendet, um das menschliche Skelett in Bewegung zu erfassen. Im Jahr 1920 wurde es vom Institute of Phonetics in England verwendet, um die Bewegungen von Zunge und Zähnen beim Studium der Sprachen aufzuzeichnen.
Das Verfahren wird häufig bei der Behandlung von Verletzungen, Erkrankungen oder postoperativen Veränderungen verwendet, um den Fortschritt oder die Heilung zu verfolgen. Ein serielles Röntgen kann auch bei der Diagnose von Erkrankungen nützlich sein, um festzustellen, wie sich ein Zustand entwickelt oder wie gut eine Behandlung wirkt.
Während eines seriellen Röntgens wird der Patient in verschiedenen Positionen oder Bewegungen aufgenommen, um den Verlauf der Veränderungen zu dokumentieren. Die Bilder werden normalerweise zeitlich geordnet, um die Entwicklung des Zustands über die Zeit zu veranschaulichen.

### Bildergalerie

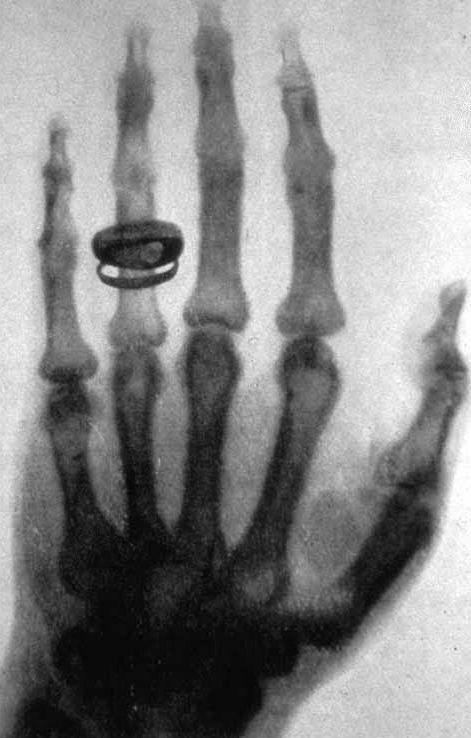
Historische Aufnahme einer Hand mit Ring (Röntgen, 23. Januar 1896)
Historische X-Ray Glasplatte 24 × 30 cm – vermutlich Erster Weltkrieg – Torso einer Krankenschwester aus Deutschland
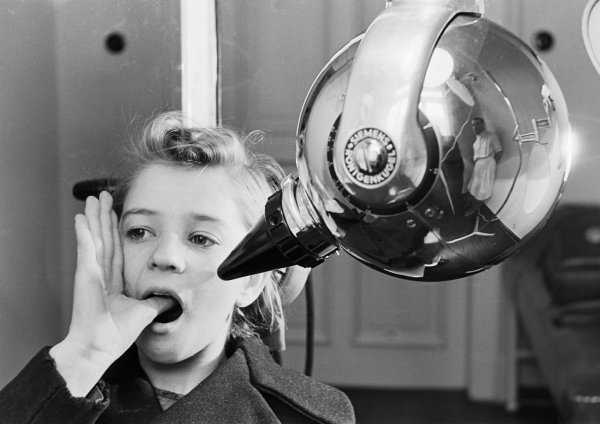
Röntgengerät von Siemens, Foto 1950
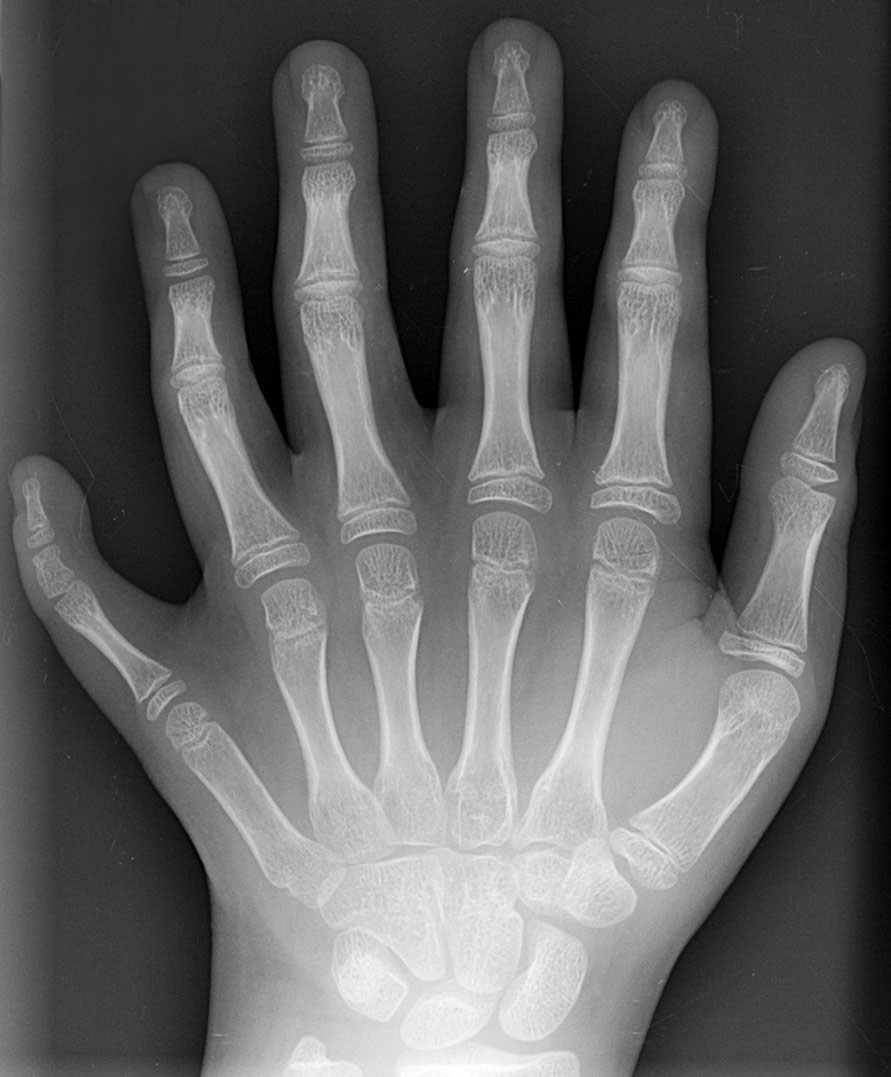
Eine moderne Aufnahme einer linken Hand mit 6 Fingern (Polydaktylie)
Schematische Darstellung einer Röntgenröhre

## Weitere Anwendungsbereiche in der Wissenschaft

### Biologie
In biologischen Fachbereichen, wie beispielsweise der Zoologie, wird versucht, mit Hilfe von Röntgen-basierten Darstellungen verschiedenste Fragestellungen zu beantworten. So kann beispielsweise der Aufbau des Kreislaufsystems bei Wirbellosen und seine Lage im Körper besser und schneller untersucht werden, als es mit konventionellen Methoden wie Präparation unter dem Mikroskop oder histologischen Schnitten möglich wäre.

### Strukturanalyse
Indem man die Beugung von Röntgenstrahlen beim Durchtritt durch eine Substanzprobe misst, lässt sich die Kristallstruktur von Substanzen aufklären. Moleküle können so visualisiert werden. Bei organischen Molekülen wie DNA, RNA und Proteinen lässt die Struktur Schlüsse auf die Funktion zu, daher greifen Molekularbiologen besonders oft auf die Röntgen-Strukturanalyse zurück. Die einzelnen Vorgänge bei diesem Verfahren werden in dem Artikel Kristallstrukturanalyse erläutert.
Neben der Röntgenbeugung kann auch Röntgenabsorption gemessen werden. Dies wird bei der Röntgenabsorptionsspektroskopie als Verfahren zur Strukturaufklärung verwendet. Die Methode ist nicht auf kristalline Proben beschränkt, allerdings ist sie nur für die Aufklärung von Nahstrukturen geeignet. Insbesondere im Bereich biologischer Proben wird die Röntgenabsorptionsspektroskopie zunehmend zur gezielten Aufklärung aktiver Zentren von Enzymen verwendet.

### Geologie und Mineralogie
Die chemische Analyse von Gesteinen und Mineralen ist mit Hilfe der Röntgenfluoreszenz-Analyse möglich. Durch Bestrahlung mit Röntgenstrahlen von ca. 50 kV werden die in einer Probe enthaltenen chemischen Elemente zu einer Fluoreszenz-Strahlung angeregt, deren Wellenlänge charakteristisch für das betreffende Element ist. Durch Messung der Wellenlänge dieser Strahlung können die Elemente qualitativ bestimmt werden. Durch Messung der Intensität und Vergleich mit einer Standardprobe bekannter Zusammensetzung kann auch eine quantitative Analyse durchgeführt werden. Die Methode ist im Gegensatz zu nasschemischen Analyseverfahren zerstörungsfrei, d. h., die Probe ist nach der Analyse unverändert und kann für andere Zwecke verwendet werden. Allerdings muss eine geologische Probe fein gemahlen und zu einer flachen Tablette (gewöhnlich mit einem Bindemittel) gepresst werden.

### Archäologie
In der Archäologie wird die Röntgenaufnahme beispielsweise zum Durchleuchten von Mumien genutzt, wenn deren Einbandagierung nicht zerstört werden soll. Ferner können kompliziert aufgebaute Funde wie Waffen, verzierte Ornamente oder unter Verschluss befindliche Objekte in Truhen ohne Öffnung untersucht werden.

### Gemäldeuntersuchung
Kurt Wehlte setzte erstmals die Röntgentechnik ein, um die verschiedenen Schichten des Bildaufbaus bei Gemälden sichtbar zu machen. Er gründete in Berlin die Röntgenbildstelle für Gemäldeuntersuchung.

## Weitere technische Anwendungen

### Sicherheit

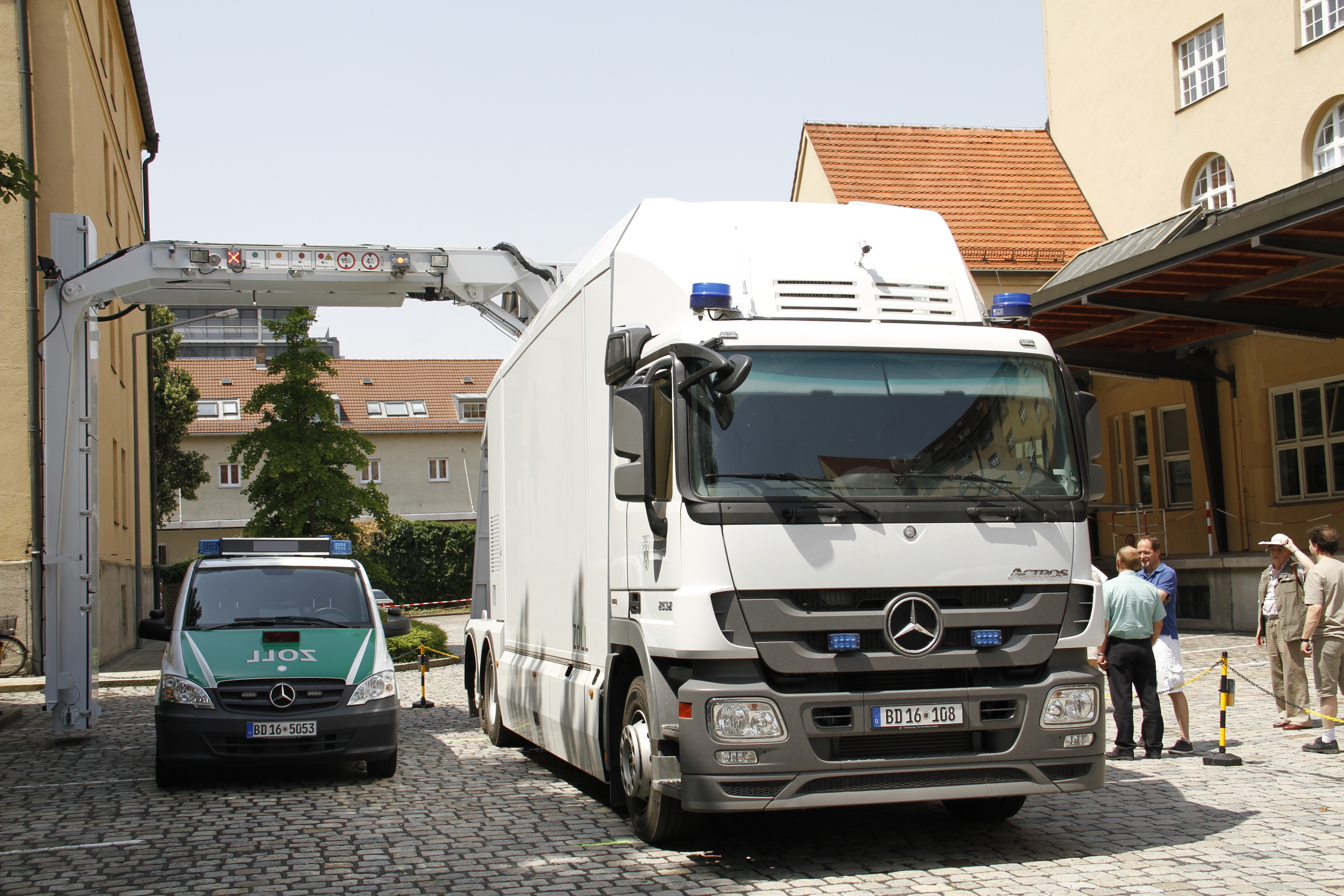
Mobile Durchleuchtungseinheit für LKW und Busse der Bundeszollverwaltung

An manchen Kontrollpunkten wird Röntgentechnik in Scannern angewendet, um zeitsparend, aber wirksam Hohlräume oder Menschen zu durchleuchten.
Es gibt Röntgengeräte, die ganze LKW-Ladungen oder Container durchleuchten können oder auch mobile Geräte, welche zur Durchleuchtung eines ganzen Flugzeugs ausgelegt sind.
Röntgentechnik wird auch bei der Delaborierung von Bomben zur Hilfe genommen; dies dient der Analyse.

### Materialprüfung
Weitere Anwendungen findet man beim Röntgen in der Werkstoffprüfung.
Durch Röntgen kann man im Verlauf der Durchstrahlungsprüfung Objekte auf Risse und Hohlräume im Innern untersuchen. Dies geschieht mit sogenannten Röntgenrefraktionsanlagen, meist mit einem Belastungsmechanismus zum leichten Öffnen der Mikrorisse (englisch: crazes).

### Qualitätskontrolle in der Nahrungsmittelproduktion
Immer häufiger verlangen große Handelsketten von den Nahrungsmittelherstellern eine bessere Detektion von Fremdkörpern zur Erhöhung der Produktqualität. Nachdem der Metalldetektor in den letzten Jahren das Mittel der Wahl war, kommen jetzt immer häufiger Röntgensysteme zum Einsatz. Diese Röntgensysteme bestehen zum einen aus dem bekannten Röntgensystem (Röhre/Kollimator und Empfänger) sowie aus einer weitentwickelten computergestützten Bildverarbeitung mit Aussteuergerät. Das heißt, das Röntgenbild des jeweiligen Nahrungsmittels wird hinsichtlich möglicher Verunreinigungen (Kontaminationen) mittels spezieller Computerprogramme untersucht. Sollte die Röntgenbildanalyse ergeben, dass ein Nahrungsmittel verunreinigt ist, so wird dem angeschlossenen Aussteuergerät umgehend mitgeteilt, dass dieses Nahrungsmittel auszusteuern ist. Es landet im Abfallbehälter.
Allerdings sind gerade zu Beginn des Einsatzes solcher Röntgensysteme in der Nahrungsmittelindustrie Hürden zu überwinden. Die Angst vor einer Belastung durch mögliche Strahlung ist oft groß und bedarf einer Aufklärung. Abgesehen von Röntgensystemen, die Nahrungsmittel bestrahlen, um sie haltbarer zu machen, ist die Röntgenuntersuchung hinsichtlich möglicher Kontaminationen absolut ohne jegliche Wirkung auf das Nahrungsmittel selbst. Das Röntgen hat hier weder eine haltbarmachende noch eine zerstörende Wirkung. Was bleibt, ist die Sicherheit des Röntgensystems für den Anwender. Da Röntgen in Deutschland gemäß der Verordnung über den Schutz vor Schäden durch Röntgenstrahlen genehmigungspflichtig ist, sind die Hürden für mögliche Verletzungen sehr hoch. Letzten Endes hängt die jeweilige Sicherheit von dem Betreiber selbst und dem erworbenen System ab. Vergessen sollte man jedoch nicht, dass das medizinische Röntgen und Flugreisen (in normaler Höhe) temporär weit größere Belastungen mit sich bringen, als es bei einem Röntgensystem zur Qualitätssicherung der Fall ist. Wer sich in feuchten Kellern von Häusern oder in Wasserwerken aufhält, bekommt in der Regel höhere Ausschläge auf dem Messgerät (Dosimeter) als vor dem eingeschalteten Röntgensystem. Die Strahlung kommt aus dem Erdboden (in erster Linie Radon sowie andere Produkte der Zerfallsreihe von Uran und Thorium) wie auch aus den Steinwänden und dem Weltraum zu uns und wird mitgemessen.
Ein Röntgensystem kann metallische und nichtmetallische Kontaminationen detektieren, jedoch nicht alle. Röntgen ist zum heutigen Zeitpunkt (2005) die einzige Möglichkeit, um möglichst viele und unterschiedliche kleine Kontaminationen in Nahrungsmittel erkennen zu können. Die Annahme, das Produkt sei nach der Untersuchung zu 100 % kontaminationsfrei, ist jedoch falsch. Sicher ist, dass in den kommenden Jahren mittels besserer Technik das Detektionsvermögen noch weiter gesteigert werden kann. Man wird aber nie alles finden können. Das hängt in erster Linie damit zusammen, dass je näher die „Röntgeneffekte“ von Kontaminationen und dem eigentlichen Produkt zusammenliegen, es dem bildverarbeitenden System auch umso schwerer fällt, zwischen beiden zu unterscheiden. In der sogenannten Hounsfield-Skala sind Röntgeneffekte unterschiedlichster Materialien aufgelistet. Je näher sich die jeweiligen Materialien in dieser Liste sind, umso schlechter vermag ein Röntgendetektor sie zu unterscheiden (Beispiel: Fleisch und Fett). Ist hingegen der Unterschied groß, wie z. B. zwischen einem Käsestück (verpackt oder unverpackt) und einem kleinen Stein oder Eisen- oder Aluminiumstück, so fällt es dem Röntgendetektor besonders leicht, die Verunreinigungen im Käse zu erkennen und auszusortieren.